# Matej Čeh
Matej Čeh (ur. 16 listopada 1992 w Zagrzebiu) – chorwacki wioślarz.

## Osiągnięcia
- Mistrzostwa Europy – Brześć 2009 – ósemka – 7. miejsce[1].